# شب‌خروش نی‌لبک‌زن گلوآبی

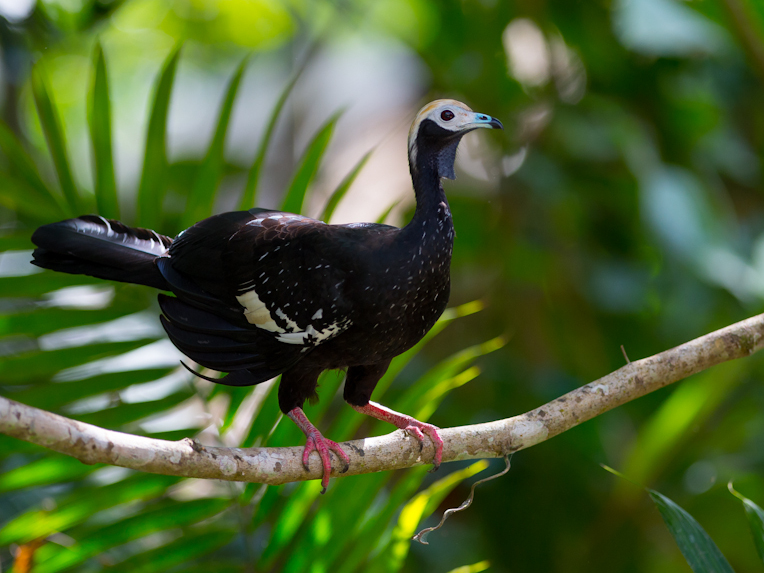
شب‌خروش نی‌لبک‌زن گلوآبی

شب‌خروش نی‌لبک‌زن گلوآبی (نام علمی: Pipile cumanensis) نام یک گونه از سرده شب‌خروش نی‌لبک‌زن است.